# Merlino
Merlino là một đô thị ở tỉnh Lodi trong vùng Lombardia của Italia, cách khoảng 25 km east of Milano và khoảng 15 km north of Lodi. Tại thời điểm 31 tháng 12 năm 2004, đô thị này có dân số 1.360 người và diện tích là 10,9 km².
Merlino giáp các đô thị: Rivolta d'Adda, Settala, Comazzo, Paullo, Zelo Buon Persico, Spino d'Adda.

## Local government
Merlino City Hall 
Address: Piazza Libertà, 1 - 26833 
Merlino - ITALY
Phone Number: (+39) 02-90658340 
Fax: (+39) 02-9065164
Mayor: Giovanni Fazzi